# Michael Almereyda
Michael Almereyda, född 1959, är en amerikansk filmregissör, manusförfattare och producent.